# Johann Karl Hennequin
Johann Karl Peter Ferdinand hrabě Hennequin von Fresnel und Curel (francouzsky Jean Charles Pierre Ferdinand comte Hennequin de Fresnel et Curel) (1762 Curel, Francie – 25. února 1831 Lvov) byl rakouský generál. Pocházel z Francie, kde byl v mládí důstojníkem královské armády, za velké francouzské revoluce emigroval a vstoupil do rakouské armády. Vyznamenal se jako důstojník jezdectva v napoleonských válkách, v Rakousku nakonec dosáhl hodnosti generála jezdectva a svou kariéru završil ve vysokých funkcích jako velící generál v Haliči a velitel jedné z císařských gard.

## Životopis
Pocházel ze staré francouzské šlechtické rodiny, narodil se na zámku Curel jako nejmladší syn Nicolase Françoise Hennequina, který byl důstojníkem královské armády a v roce 1789 poslancem Generálních stavů za šlechtický stav. Johann Karl byl v té době důstojníkem francouzské královské armády, během revoluce emigroval a v roce 1793 vstoupil do císařské armády, kde mu hned byla přiznána hodnost plukovníka. V roce 1799 byl již generálmajorem a vyznamenal se v bitvě u Hohenlindenu (1800).
Zúčastnil se tažení v roce 1805 a v roce 1807 byl povýšen na polního podmaršála. V roce 1809 bojoval v bitvách u Wagramu, Aspernu a Znojma, kdy byl dočasně velitelem 1. armádního sboru. V roce 1813 byl velitelem v obsazeném Bavorsku a znovu se vyznamenal v závěrečné fázi napoleonských válek. Podílel se na vítězství u Arcis-sur-Aube (1814) a poté velel v Haliči. V roce 1817 dosáhl hodnosti generála jezdectva a následně byl vrchním velitelem v Haliči (1824-1827). Poté byl velitelem pro rakouské země (1827–1829) a nakonec zastával čestnou hodnost velitele císařské gardy trabantů (Kaiserlich-königliche Trabantenleibgarde, 1829–1831).
Proslul jako vynikajicí jezdec s rytířskou povahou. K velení větších vojenských jednotek mu chyběly strategické schopnosti, ale díky statečnosti a osobnímu nasazení během napoleonských válek získal vysoké postavení v rakouské armádě až do konce života, i když se nikdy pořádně nenaučil německy.
V roce 1802 byl vyznamenán komandérským křížem Řádu Marie Terezie a v roce 1803 získal titul c. k. komořího. Na konci napoleonských válek získal bavorský Vojenský řád Maxe Josefa, ruský Řád sv. Anny I. třídy a Řád sv. Jiří III. třídy. V Rakousku byl také nositelem Leopoldova řádu. V roce 1820 byl jmenován c. k. tajným radou s nárokem na oslovení Excelence. Od roku 1809 do smrti byl čestným majitelem kyrysnického pluku č. 4.